# Christiane Van Nieuwenhoven
Christiane Van Nieuwenhoven (Sint-Jans-Molenbeek, 1 januari 1945) was een Belgisch politica voor het Front National en Vlaams Belang.

## Biografie
Christiane Van Nieuwenhoven werd beroepshalve bediende bij verzekeringsgroep Generali.
Ze werd politiek actief voor het extreemrechtse Front National, de partij waarvan haar levensgezel Guy Hance de penningmeester was. Voor deze partij was ze van 1994 tot 2012 gemeenteraadslid van Sint-Jans-Molenbeek.
Van juni 2004 tot juni 2009 zetelde Van Nieuwenhoven in het Brussels Hoofdstedelijk Parlement. Na het uiteenvallen van het FN werd ze in 2012 politiek actief voor het Vlaams Belang en voor deze partij was ze bij de gemeenteraadsverkiezingen van 2012 kandidaat om opnieuw verkozen te worden in Sint-Jans-Molenbeek. Van Nieuwenhoven werd echter niet herkozen.